# Menhir de Lugnacco
Le menhir de Lugnacco (en italien : menhir di Lugnacco) est un mégalithe datant du Néolithique situé à Lugnacco, commune de la ville métropolitaine de Turin, dans le Piémont. 

## Situation
Le menhir se trouve à proximité de la Pieve della Purificazione di Maria, située sur la Strada provinciale 65.

## Description
Le monolithe, taillé dans le gneiss et percé de huit trous, mesure 3,85 m de haut pour un poids estimé à 1 800 kg ; sa circonférence, au niveau du sol, est de 1,20 m.
Il pourrait symboliser un phallus,.

## Histoire
Le menhir fut signalé en 1975 au Gruppo Archeologico Canavesano.
Selon la tradition orale locale, le menhir servait autrefois de pilori : les criminels y étaient enchaînés pour être exposés aux habitants.
À la fin des années 1980, un deuxième monolithe similaire, le menhir de Chivasso a été découvert à Chivasso ; il est protégé par une cloche en verre. Presque simultanément, un troisième menhir, le menhir de Mazzè a été découvert lors de travaux d'entretien le long de l'affluent du lac de barrage sur la Dora Baltea près de Mazzè.